# ChristenUnie
Kristliga unionen (ChristenUnie, CA) är ett nederländskt kristdemokratiskt politiskt parti som bildades i februari 2007 och ingår i den koalitionsregeringen. Partiets ungdomsförbund heter PerspectieF.
Partiet är medlem av den Europeiska kristliga politiska rörelsen. 

## Historia
Unionen bildades i januari 2000 som en allians mellan de två kalvinistiska partierna Reformerta Politiska Förbundet och Reformerta Politiska Federationen.
Året därpå formerade man sig som en gemensam partigrupp i parlamentets båda kamrar och 2002 ställde man för första gången upp under gemensam partibeteckning i ett allmänt val. Unionen erövrade fyra mandat.
I valet 2003 tappade man ett av dessa och fick tre parlamentariker invalda.
2004 upplöstes både GPV och RPF officiellt och gjorde samgåendet till ett parti oåterkalleligt.
I parlamentsvalet i Nederländerna 2006 fick partiet 4 % av rösterna och sex mandat i parlamentet.
Partiet var ett av få partier som tillhörde den segrande nejsidan i folkomröstningen om Lissabonfördraget 2006.

## Ministrar
Kristliga Unionen har två ministrar i den nuvarande nederländska regeringen:
- Eimert van Middelkoop, försvarsminister
- André Rouvoet, ungdoms- och familjeminister samt vice premiärminister

## EU-parlamentariker
Genom valteknisk samverkan med Reformerta samhällspartiet har Kristliga Unionen lyckats få Johannes Blokland vald till ledamot av EU-parlamentet. 
Efter EU-parlamentsvalet 2009 valde han att ansluta sig till den nybildade gruppen Europeiska konservativa och reformister.